# Carmelo Imbriani
Carmelo Imbriani (Benevento, Italia, 10 de febrero de 1976 - Perugia, Italia, 15 de febrero de 2013) fue un futbolista y entrenador italiano.

## Biografía

### Carrera como jugador

#### Nápoles y cesiones
Nacido en Benevento, Campania, a 50 km al noreste de Nápoles, Imbriani empezó su carrera en el Napoli. Jugó su primer partido en la Serie A el 27 de febrero de 1994, sustituyendo a Renato Buso en el minuto 79; el partido acabó con derrota del Nápoles frente al Cagliari por 1-2. En la temporada 1995-96, empezó a jugar más minutos con el Nápoles, marcando 2 goles en 25 partidos de liga jugados.
Posteriormente fue cedido durante 2 temporadas al Pistoiese y al Casarano, antes de volver a Nápoles el 1998, después de que el Nápoles descendiera a la Serie B en mayo. Jugó su último partido para el Nápoles el 5 de diciembre de 1998, junto con Francesco Turrini reemplazado por Massimiliano Esposito y Gennaro Scarlato en el minuto 55, siendo su debut en la temporada. El partido acabó 0-0 frente al Torino. En enero de 1999, fue traspasado al Genoa.

#### Cosenza
En la temporada 1999-2000 fue traspasado al Cosenza. No pudo jugar como titular, jugando sólo 46 partidos de liga en tres temporadas.

#### Benevento
En la temporada 2002-03 Imbriani volvió a su club natal, el Benevento, jugando 22 partidos de liga en su primera temporada. Sin embargo en la temporada 2003-04 no jugó muchos partidos, y en enero de 2004 dejó el club para irse al Foggia. En la temporada 2004-05, Imbriani volvió a Benevento e hizo 21 apariciones. En 2005, Benevento quedó en bancarrota, y un nuevo club fue fundado en la Serie C2, pero Imbriani se fue a la Serie B para jugar con el Catanzaro. Pero en enero de 2006, volvió a Benevento jugando como titular en las temporadas 2006-07 y 2007-08.

### Carrera como entrenador

#### Benevento
En septiembre de 2009, fue nombrado entrenador del equipo juvenil del Benevento, categoría Allievi Regionali sub-16.
Desde el 29 de noviembre de 2011 hasta el 15 de octubre de 2012 fue el entrenador del Benevento en la Lega Pro Prima Divisione en lugar del despedido Giovanni Simonelli.

#### Enfermedad
En agosto de 2012, estando aún en el cargo en el Benevento, le fue diagnosticado un linfoma. Debido a ello, no pudo terminar de cumplir su contrato con el club, por lo que el cargo de entrenador pasó a su asistente Jorge Martínez, quien presentó la dimisión en octubre. Posteriormente Imbriani fue hospitalizado en Perugia, debido a su enfermedad, recibiendo muestras de solidaridad procedentes de todo el mundo para animarlo en su batalla personal por la vida. Imbriani falleció el 15 de febrero de 2013.

## Clubes

### Como jugador
| Club               | País   | Año       |
| ------------------ | ------ | --------- |
| Napoli             | Italia | 1993-1996 |
| Pistoiese (cedido) | Italia | 1996-1997 |
| Casarano (cedido)  | Italia | 1997-1998 |
| Napoli             | Italia | 1998-1999 |
| Genoa              | Italia | 1999      |
| Cosenza            | Italia | 1999-2002 |
| Benevento          | Italia | 2002-2003 |
| Salernitana        | Italia | 2003-2004 |
| Foggia (cedido)    | Italia | 2004      |
| Benevento          | Italia | 2004-2005 |
| Catanzaro          | Italia | 2005-2006 |
| Benevento          | Italia | 2006-2009 |

### Como entrenador
| Club      | País   | Año       |
| --------- | ------ | --------- |
| Benevento | Italia | 2011-2012 |